# Bleu des Causses
Le bleu des Causses (anciennement bleu de l’Aveyron) est un fromage à pâte persillée produit en France au centre-sud du Massif central à partir de lait de vache. Il fait partie des fromages français bénéficiant d’une appellation d'origine contrôlée depuis 1953 et d’une appellation d'origine protégée depuis 1996. Il a une longue histoire commune avec le roquefort, avant que l'instauration des AOC ne les sépare. L'affinage dans des caves naturellement thermorégulées est l'élément majeur qui lui donne son arôme particulier.
Sa meilleure période de consommation s'étend de juin à janvier.

## Historique
Le bleu des Causses partage une histoire ancienne commune avec le roquefort, à une époque où le fromage était fait de lait mélangé ou pur (vache ou brebis) au gré des saisons et du mode opératoire des fromagers.

### Antiquité
La tradition fromagère de la Gaule est célébrée par Pline l'Ancien. Pour lui, parmi les traditions fromagères de qualité, la nature du pâturage a une grande importance. Il mentionne, dans le tome XI de son « histoire naturelle », les fromages du mont Lozère et du Gévaudan.
Jules César lui-même rapporte avoir mangé un fromage bleu. En revanche, il ne précise pas s'il était à base de lait de brebis ou de lait de vache.

### Moyen Âge

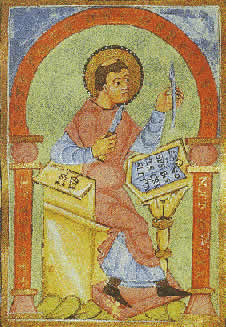
Notker le Bègue

De retour de la guerre en Espagne, Charlemagne aurait goûté un fromage persillé lors d'une halte à Albi. L'évêque local lui aurait servi du fromage.

« L'Empereur, dans un de ses voyages, descendit à l'improviste et sans être attendu chez un Évêque. C'était un vendredi. Le Prélat n'avait point de poisson ; et il n'osait d'ailleurs, à cause de l'abstinence du jour, faire servir de la viande au Prince. Il lui présenta donc ce qu'il avait chez lui, de la graisse et du fromage. Charles mangea du fromage ; mais, prenant les taches du persillé pour de la pourriture, il avait soin auparavant de les enlever avec la pointe de son couteau. L'Évêque, qui était debout auprès de la table, ainsi que, la suite du Prince, prit la liberté de lui représenter que ce qu'il jetait était le meilleur du fromage. Charles goûta donc du persillé ; il trouva que son hôte avait raison, et le chargea même de lui envoyer, tous les ans, à Aix-la-Chapelle deux caisses de fromages pareils. Celui-ci répondit qu'il était bien en son pouvoir d'envoyer des fromages ; mais qu'il ne l'était pas d'en envoyer de persillés, parce que ce n'est qu'en les ouvrant qu'on peut s'assurer si le marchand n'a point trompé. Eh bien, dit l'Empereur, avant de les faire partir, coupez-les par le milieu ; il vous sera aisé de voir s'ils sont tels que je le désire. Vous n'aurez plus ensuite qu'à rapprocher les deux moitiés, en les assujettissant avec une cheville de bois ; puis vous mettrez le tout en caisse. »

— Notker le Bègue.

### Période contemporaine

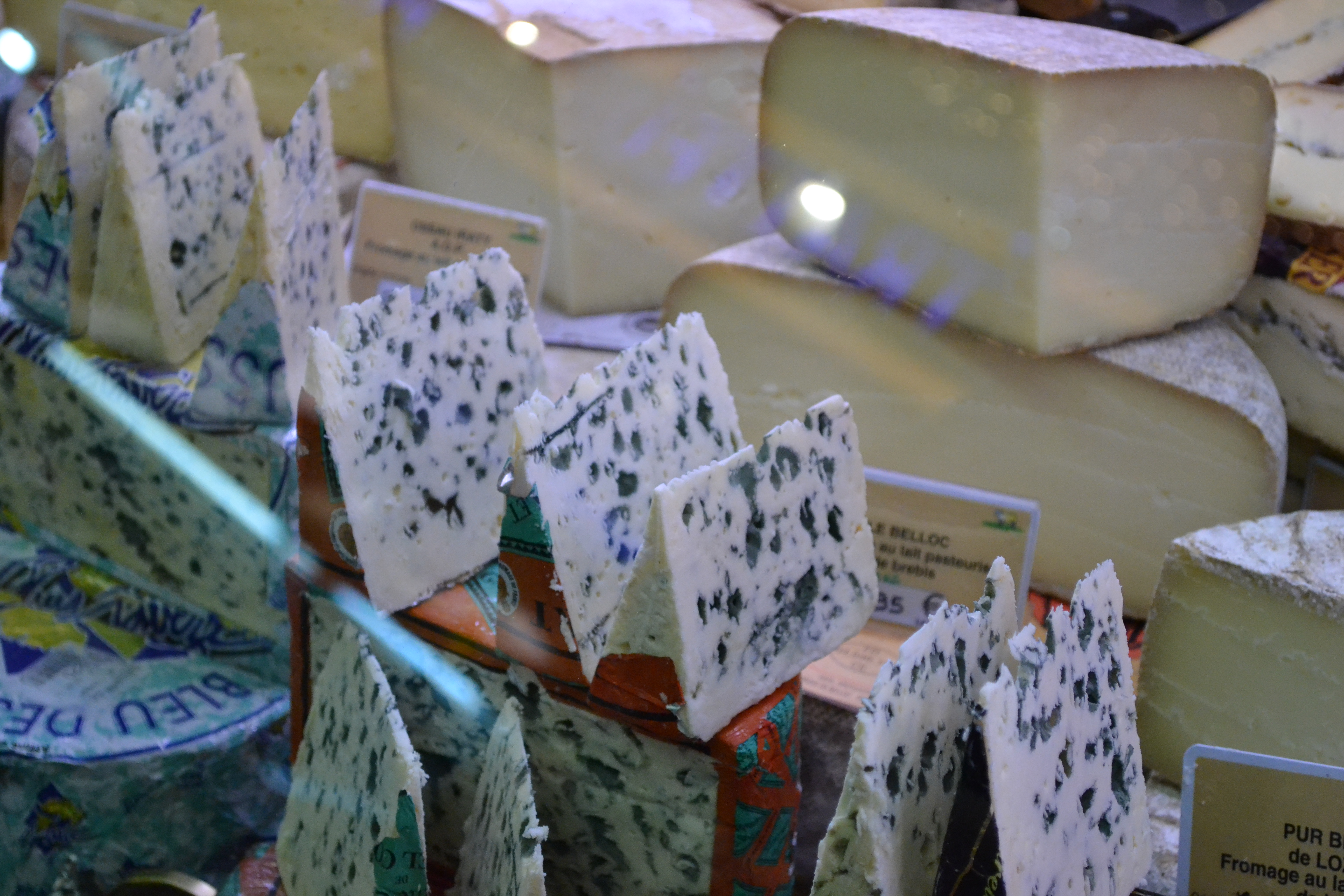
Vitrine de bleus des Causses (en premier plan, du roquefort).

De nombreuses caves artisanales affinent des fromages au lait de vache ou de brebis et même en lait mélangé. Ils sont vendus sans nom de provenance. En 1925, lors de la reconnaissance administrative de l'appellation d'origine roquefort, ce fromage doit être affiné à Roquefort-sur-Soulzon et les fromages au lait de vache en sont bannis. À partir de cet événement, les producteurs de fromages au lait de vache vont commencer à structurer leur organisation. La marque collective « Valmont » est créée pour soutenir les ventes du fromage appelé « bleu de l'Aveyron ». L'appellation définitive « bleu des Causses », sera définie par deux décrets de 1941 et 1946. Les statuts du syndicat datent de juillet 1948 et la délimitation de l'aire géographique de 1953.
La reconnaissance officielle de l'appellation d'origine contrôlée date du 8 juin 1979. En 1992, la structure du syndicat a ouvert ses portes aux éleveurs producteurs de lait ; ils s'ajoutent aux laiteries et aux affineurs.

## Terroir d'élaboration

### Aire géographique

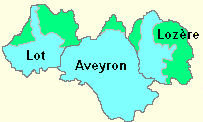
Aire délimitée du bleu des Causses. la zone est colorée en bleu, la zone d'exclusion est en vert.

L'aire géographique de production du lait et d'élaboration des fromages couvre une région de vallées, de hauts plateaux caussenards ou schisteux et, dans une moindre mesure, de monts. Elle est délimitée au sud du département du Lot, à l'Aveyron (à l'exclusion des cantons de Mur de Barrez et Sainte-Geneviève sur Argence) et l'ouest de la Lozère.
Dans le département de l'Aveyron, la délimitation inclut toutes les communes des arrondissements de Millau et de Villefranche-de-Rouergue, et toutes les communes des cantons de Baraqueville-Sauveterre, Bozouls, Cassagnes-Bégonhès, Conques, Entraygues-sur-Truyère, Espalion, Estaing, Laguiole, Laissac, Marcillac-Vallon, Naucelle, Pont-de-Salars, Réquista, Rignac, Rodez-Nord, Rodez-Est, Saint-Amans-des-Cots, Saint-Chély-d'Aubrac, Saint-Geniez-d'Olt et La Salvetat-Peyralès dans l'arrondissement de Rodez.
Dans le département du Lot, la délimitation concerne toutes les communes des cantons de Cahors, Castelnau-Montratier, Catus, Labastide-Murat, Lalbenque, Lauzès, Limogne-en-Quercy, Luzech, Montcuq, Puy-L'Evêque, Saint-Géry, Cajarc et les communes de Boussac, Brengues, Calès, Cambes, Corn, Durbans, Espagnac-Sainte-Eulalie, Espédaillac, Flaujac-Gare, Gignac, Grèzes, Lachapelle-Auzac, Lamothe-Cassel, Lamothe-Fénelon, Lanzac, Le Roc, Le Vigan, Livernon, Loupiac, Montamel, Nadaillac-de-Rouge, Payrac, Quissac, Reilhac, Reilhaguet, Saint-Chamarand, Saint-Cirq-Souillaguet, Saint-Projet, Soucirac, Souillac, Ussel et Uzech.
Dans le département de la Lozère, la délimitation concerne toutes les communes des cantons de Aumont-Aubrac, Canourgue, Chanac, Le Malzieu-Ville, Marvejols, Le Massegros, Saint-Chély-d'Apcher et les communes de Allenc, Badaroux, Balsièges, Brenoux, Chadenet, Chirac, Florac, Grèzes, Ispagnac, Lanuéjols, Le Monastier-Pin-Moriès, Mende, Meyrueis, Montrodat, Palhers, Saint-Bauzile, Saint-Bonnet-de-Chirac, Saint-Étienne-du-Valdonnez, Saint-Germain-du-Teil, Saint-Laurent-de-Trèves, Saint-Pierre-de-Nogaret, Sainte-Enimie, Sainte-Hélène et Vebron.
Dans le département du Gard, seule la commune de Trèves et dans le département de l'Hérault, la seule commune de Pégairolles-de-l'Escalette bénéficient du classement en zone délimitée.

Dans les faits, seules les parties aveyronnaises et lozériennes produisent du fromage. 
L'affinage des fourmes est, elle, beaucoup plus restrictive. Elle concerne quelques cantons de l'arrondissement de Millau : Campagnac, Cornus, Millau ouest, Millau est, Peyreleau, Saint-Affrique, et aux communes de Trèves et de Pégairolles-de-l'Escalette.

### Géologie et climatologie
Le terroir inclut, entre autres, les terres caussenardes qui ont donné leur nom à ce fromage. Celles-ci se caractérisent par un sous-sol calcaire drainant, entraînant une sécheresse dès que les pluies se font rares. La richesse du sol est faible, donnant une végétation rase et buissonnante. En revanche, cette végétation naturellement pauvre est aromatique et contribue à parfumer le lait. 
La zone d'affinage comporte des falaises calcaires verticales, creusées par l'érosion des cours d'eau : Tarn, Dourbie, Jonte. Au fil des siècles, des éboulements rocheux ont créé des grottes, aérées par les fleurines, des fissures dans la roche permettant la circulation de l'air. C'est dans les plus grandes de ces grottes que les caves d'affinage ont été aménagées. Elles présentent une hygrométrie et une température très stables, favorables au développement de la moisissure du bleu.

### La production laitière
Le décret ne précise pas de race de vache laitière, ni de conditions d'affouragement des troupeaux. Seule obligation, les troupeaux doivent être exempts de brucellose et de tuberculose bovine.

### La fabrication et l'affinage du fromage

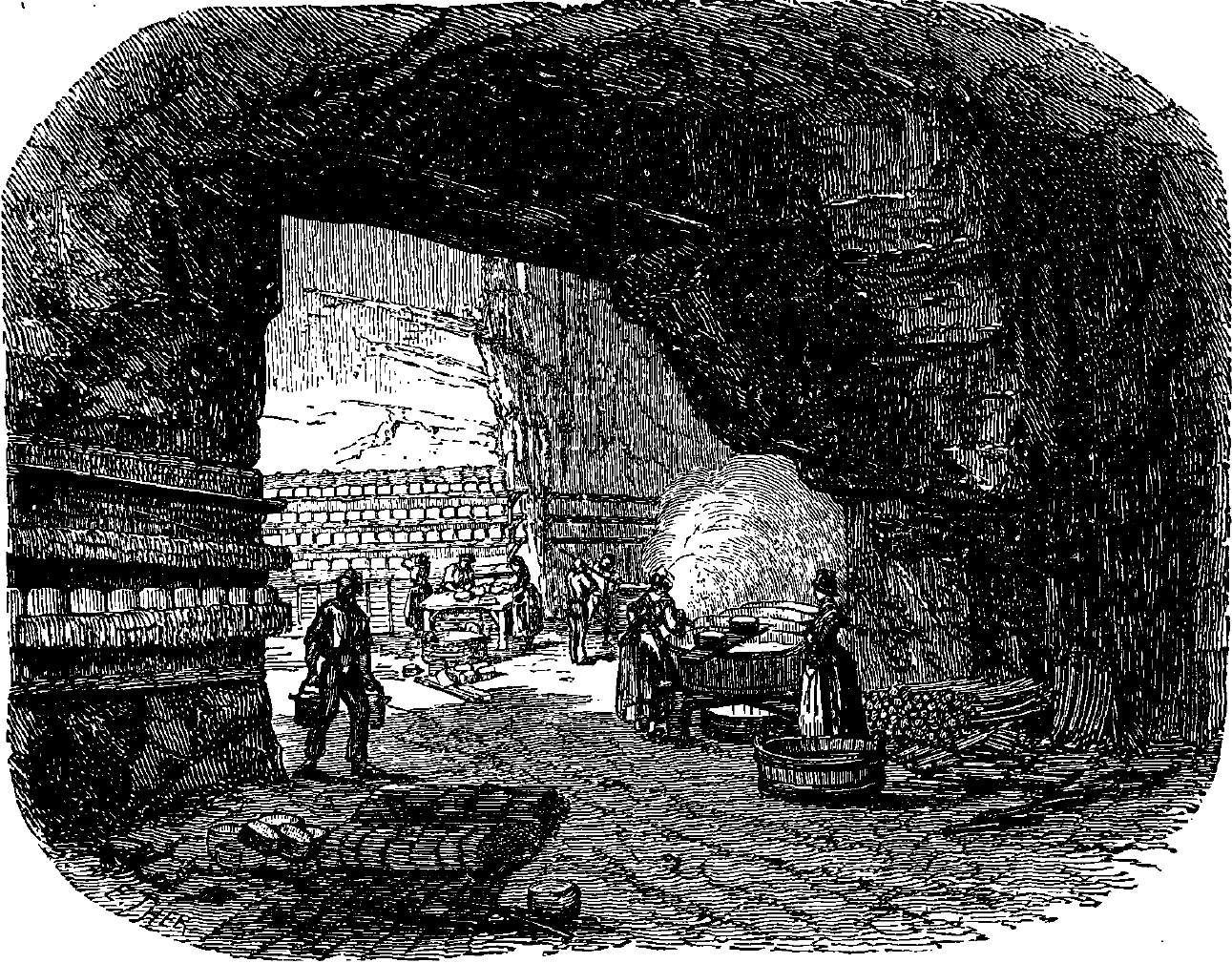
Affinage de fromage en cave par « dès cavanièrs » (« des cavetières » en français) dans l'Aveyron. (1897).

La fabrication du fromage peut se faire dans la totalité de l'aire délimitée. Le lait de vache (exclusivement) est entier lors de l'emprésurage. L'opération a lieu sur un lait chaud (30 à 33 °C) en même temps que l'ensemencement avec des spores du champignon Penicillium roqueforti, la moisissure responsable des veines bleues dans les fourmes. Ces spores sont issues de souches sélectionnées dans l'aire d'affinage. Sous l'action de la présure, le lait coagule. Le caillé est alors tranché et brassé. Les grains s'arrondissent et laissent échapper le lactosérum ou petit lait. L'égouttage peut alors se faire dans des moules perforés. Il est favorisé par des retournements du fromage. Au démoulage, le fromage est salé au sel sec (pas de trempage en saumure). Le travail en laiterie s'achève alors ; les fromages sont alors expédiés à la cave d'affinage.
Dès l'arrivée en cave d'affinage, les fromages sont brossés ou lavés et essuyés. Ils sont ensuite perforés : cette opération favorise l'aération interne du fromage et permet un développement harmonieux de la moisissure. Le fromage est ensuite entreposé sur des étagères dans les caves thermorégulées naturellement par les fleurines. 
Entre la fabrication et l'affinage, la durée de l'élaboration doit être d'au moins 70 jours. Avant la vente, la conservation en chambre froide hors des caves ne fait pas partie de l'affinage.

## Le fromage

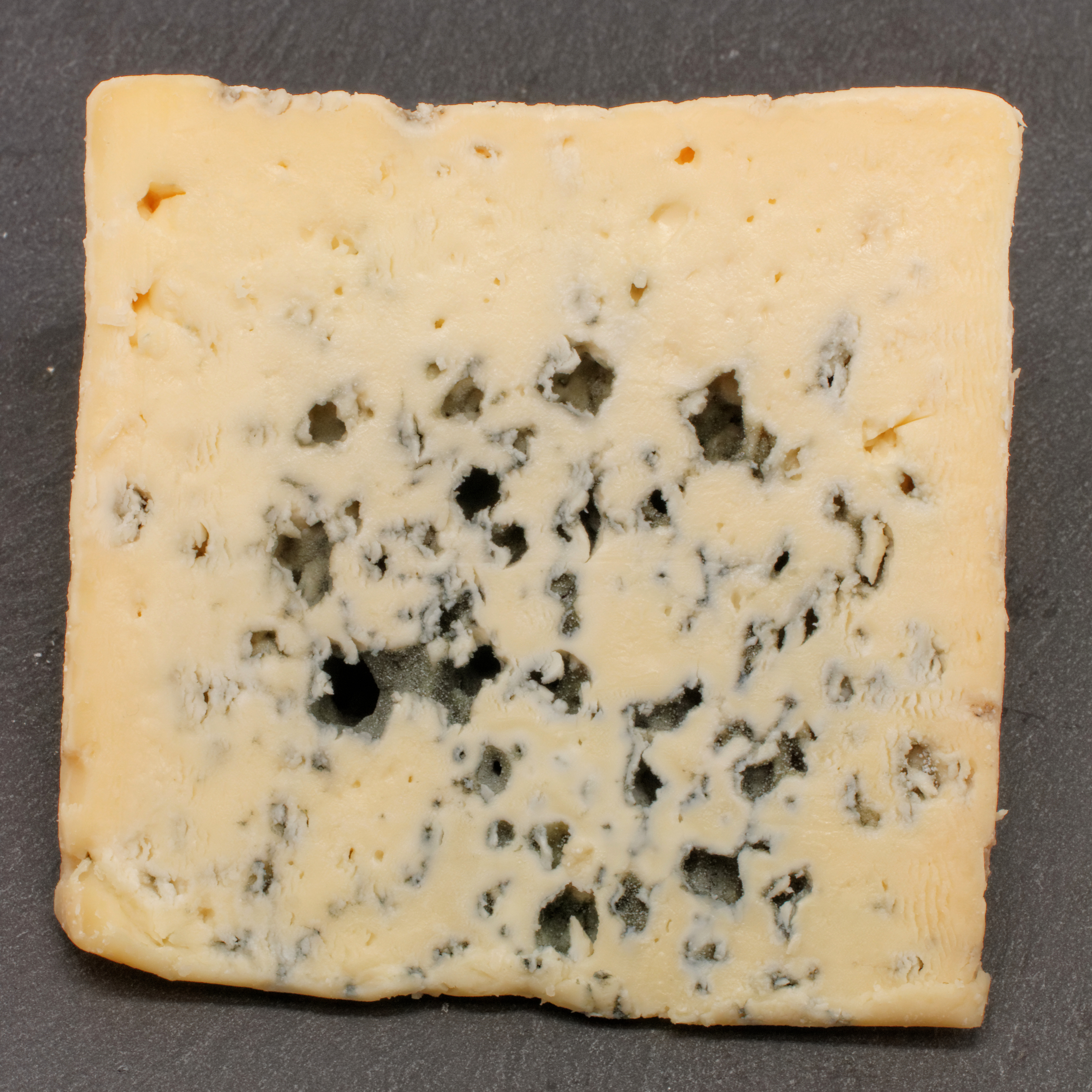
Tranche du bleu des Causses.

### Description
Ce fromage se présente comme un cylindre plat de vingt centimètres de diamètre et de huit à dix centimètres de hauteur. Il pèse entre 2,3 et 3 kilogrammes. Sa surface est blanc ivoire sans tache. Un peu de morge (suintement jaunâtre) est autorisée sans excès. À l'intérieur, la pâte est blanche ivoire, veinée de moisissures bleu-vert réparties de manière homogène.

### Conditionnement
L'emballage du fromage doit comporter la mention « bleu des Causses ».

## Chiffres de production
983 tonnes en 2003.